# Les Dalton se rachètent
Les Dalton se rachètent est la quarantième histoire de la série Lucky Luke par Morris (dessin) et René Goscinny (scénario). Elle est publiée pour la première fois du no 1331 au no 1352 du journal Spirou. Puis est publiée en album en 1965.
À la suite de la promulgation d'une nouvelle loi, les Dalton sont admis en libération conditionnelle. Lucky Luke est, quant à lui, chargé de vérifier que les Dalton restent vraiment tranquilles durant cette période probatoire.

## Résumé
Le sénateur Jonas O'Joyce rédige une nouvelle loi visant à remettre les condamnés dans le droit chemin en leur accordant une liberté conditionnelle : s'ils commettent une seule infraction dans les 30 jours suivant leur libération, ils sont immédiatement remis en prison pour y purger leur peine. Afin de démontrer l'utilité de ce projet, la Cour suprême a l'idée d'expérimenter cette mesure avec les frères Dalton. Pour ce faire, l'instance judiciaire charge Lucky Luke de les surveiller et de les arrêter en cas d'« incartade ». 
Ainsi libérés, les Dalton s'installent dans la ville de Tortilla Gulch pour y commencer leur « nouvelle vie », sous la surveillance de Luke, qui éprouve des doutes quant à la sincérité des quatre frères de « rentrer dans le droit chemin ». 
Or les débuts sont difficiles pour les Dalton qui inspirent crainte et mépris à la population. Sur les conseils de Lucky Luke, ils tentent de trouver une occupation honnête en ouvrant une banque, mais le succès n'est pas au rendez-vous. 
Pire, profitant de la situation, quatre nouveaux malfrats se font passer pour les Dalton et commettent une vague de crimes. Convaincus de la culpabilité de Joe, William, Jack et Averell, les citoyens de Tortilla Gulch tentent de les pendre. Luke les défend et les nomme adjoints du shérif pour l'aider dans sa traque des « faux » Dalton. Ces derniers sont finalement arrêtés, jugés et condamnés, avec l'aide des « véritables » Dalton. À la suite de ces dernières péripéties, les quatre frères sont à présent acceptés et appréciés par la population, et font par ailleurs de bonnes affaires grâce à leur banque. La « métamorphose » des Dalton est telle que, même Luke commence à se demander s'ils n'auraient pas réellement changé... 
En réalité, les Dalton préparent en secret leur « retour » et sont impatients de descendre Lucky Luke et de reprendre leur vie criminelle. Finalement, Averell, qui jusque là tenait un calendrier, annonce à ses frères que leur mois de probation est enfin achevé, et que, par conséquent, ils peuvent enfin tuer Luke et piller Tortilla Gulch à leur guise. La ville est donc mise à sac en un rien de temps, mais Luke est absent. Les quatre bandits se lancent à sa poursuite et le retrouvent en compagnie du sénateur O'Joyce, venu de Washington pour vérifier par lui-même la réussite de son expérience. La joie des Dalton est néanmoins de courte durée lorsqu'ils se rendent compte qu'Averell s'est trompé : leur mois de probation se déroule en mars (qui compte 31 jours) et Averell a malencontreusement compté les jours du mois de... février (qui comporte 28 jours). 
Lucky Luke et le sénateur sont alors enfermés dans une cachette en attendant d'être tués le 1er avril. Laissant la garde des prisonniers à Averell, Joe, William et Jack se rendent à Tortilla Gulch et « réparent » leurs erreurs, prétendant avoir confondu les dates et avoir fait un « poisson d'avril » trop tôt. Les gens les croient et la confiance est rétablie. Toutefois, Luke parvient à piéger Averell et libère le sénateur. Les deux hommes arrêtent les Dalton, révélant à tout le monde leurs véritables intentions. 
Les quatre bandits sont une nouvelle fois renvoyés en prison et Luke encourage O'Joyce à poursuivre son projet, mais avec des criminels moins endurcis et mieux préparés à la vie honnête.

## Personnages
- Lucky Luke
- Jolly Jumper
- Les Dalton
- Rantanplan : chien de garde du pénitencier particulièrement stupide. Il croit que les Dalton se sont évadés et ne parvient pas à se souvenir du nom de Lucky Luke. Il cherche l'identité du cow-boy solitaire durant toute l'histoire et cite les noms de plusieurs personnages provenant des albums précédents. Il finit par arriver à la conclusion que le cow-boy est Jerry Spring.
- Jonas O'Joyce : sénateur de la Cour suprême, il a l'idée de mettre des criminels en liberté provisoire afin de les rendre honnêtes et utiles à la société.
- Sam, Bob, Louie et George : quatre cow-boys qui profitent de la liberté conditionnelle des Dalton pour perpétrer des crimes en se faisant passer pour eux. Ils ont des tailles échelonnées, semblables à celles des vrais Dalton.
- Maire de Tortilla Gulch: c'est le maire de la ville qui considère lucky luke comme bandit sous prétexte qu'il ne veut pas arrêter les Dalton,mais ca c'était avant qu'il ne sache que les Dalton étaient en approbation, il est peureux et têtu

## Publication

### Revues
L'histoire est parue dans le journal Spirou, du no 1331 (17 octobre 1963) au no 1352 (12 mars 1964).

### Album
Éditions Dupuis, no 26, 1965

## Adaptation
Cet album a été adapté dans la série animée Lucky Luke, diffusée pour la première fois en 1984 et dans le film d'animation au cinéma Les Dalton en cavale pour une compilation des 3 épisodes.

## Sources
- « Lucky Luke », sur bedetheque.com (consulté le 8 août 2008)
- « Lucky Luke », sur lucky-luke.com (consulté le 8 août 2008)
- « Parutions dans le journal de Spirou », sur bdoubliees.com (consulté le 8 août 2008)